# 久保田利伸
久保田利伸（日语：／ Kubota Toshinobu，1962年7月24日—），是一位日本的男歌手及作曲家。

## 經歷
久保田利伸出生於靜岡縣靜岡市清水區，畢業於駒澤大學。他是日本流行樂壇中成功導入黑人音樂風格的先驅人物，並明顯影響了如平井堅、中西圭三、KREVA與「放浪兄弟」的ATSUSHI等後輩歌手。
1996年，他與英國著名模特兒合作的《LA·LA·LA LOVE SONG》，被選為日劇《長假》的主題曲，創下186萬張銷售量，是他最成功的作品，亦被譚耀文翻唱成廣東歌《悠長假期》。
其他作品亦曾被Laura Fygi、張學友、杜德偉、黎明、李麗蕊、鄭伊健、黃翊、李克勤和許志安改編成廣東版本。
1998年為真人秀冒險節目《電波少年》（「進め!電波少年」）第三輯「朋友篇」創作單曲《AHHHHHH!》。該節目因香港唱片騎師謝昭仁的參與，及香港無線電視電視節目《城市追擊》的轉播而成為一時的熱門話題，間接令單曲《AHHHHHH!》亦為之傳播。
2006年與日本女歌手SunMin合唱由草彅剛及柴崎幸主演的電影《日本沉沒》的主題曲《Keep Holding U》。
2016年6月21日，迎接出道30週年。

## 外部連結
- musicJAPANplus 艺人资料库 - 久保田利伸 （页面存档备份，存于） （英文）